# Euploea dalmanii
Euploea dalmanii är en fjärilsart som beskrevs av Felder 1865. Euploea dalmanii ingår i släktet Euploea och familjen praktfjärilar. Inga underarter finns listade i Catalogue of Life.